# Comuna Verhnii Tokmak, Cernihivka
Verhnii Tokmak (în ucraineană Верхній Токмак) este o comună în raionul Cernihivka, regiunea Zaporijjea, Ucraina, formată din satele Nîjnii Tokmak și Verhnii Tokmak (reședința).

## Demografie
Componența lingvistică a comunei Verhnii Tokmak
     Ucraineană (95,83%)
     Rusă (2,58%)
     Alte limbi (0,92%)
Conform recensământului din 2001, majoritatea populației comunei Verhnii Tokmak era vorbitoare de ucraineană (95,83%), existând în minoritate și vorbitori de rusă (2,58%).